# Frank Rozendaal
Frank Gerard Rozendaal (Bloemendaal, 9 de mayo de 1957 – 3 de diciembre de 2013) fue un zoólogo neerlandés especializado en ornitología. También fue escritor, traductor y fotógrafo. Sus investigaciones se centraban en los pájaros del sudeste asiático y también hizo contribuciones en la sistemática de los murciélagos. Hizo diferentes viajes para colecciones de museos, al principio a Europa y el Oriente Próximo y entre 1979 y 1991 al sur y sudeste de Asia. Descubrió nuevas especies de pájaros y murciélagos.

## Biografía
Frank Rozendaal fue uno de los fundadores de la Dutch Birding Association en 1979. En la primera edición de la revista Dutch Birding escribió un artículo sobre la colimbo de Adams con sus propias ilustraciones gráficas. Hasta 1999 escribió más de 20 artículos a la revista. Estudió Biología en la Universidad de Leiden y la Universidad de Utrecht y acabó los estudios en 1985 con una tesis sobre el trabajo ornitológico de M. E. G. Bartels e hijos en las Indias Orientales Neerlandesas.
Entre 1979 y 1987 descubrió con su mujer Caroline Rozendaal-Kortekaas nuevas especies de Asia Suroriental: Ninox ios en Célebes (en 1999 y descrita por Pamela Rasmussen), Horornis carolinae en la isla Yamdena (Tanimbar). Junto a Frank Lambert redescubrió un pájaro en leigro crítico de extinción, Coracornis sanghirensis, en Sangihe (Célebes). Basándose en sonidos, en 2004 con George Sangster Caprimulgus meesi  en Flores y Sumba, que antes era considerado como un subgénero de Caprimulgus macrurus. Escribió cinco artículos sobre pitidos y describió una nueva subespecie de Hydrornis soror. También es coautor de Locustella alishanensis , que fue descrito en 2000.
Además de sus descubrimientos de pájaros, también descubrió nuevas especies de murciélagos, entre otros el Murina rozendaali, llamado en honor a él y descrito por Hill y Francis en 1984, y el Syconycteris carolinae, llamado así en honor de su mujer. Aparte de eso, también descubrió tres libélulas de las cuales describió dos, junto a J. van Tol (Cryptophaea vietnamensis y Rhinocypha watsoni). Frank Rozendaal también trabajó como traductor (entre otros de la guía de pájaros de la ANWB) y colaborador de otras guías sobre pájaros en el sureste asiático.
Murió el 3 de diciembre de 2013 a los 56 años de edad.

## Obras
Una selección de las obras de Frank Rozendaal.
- Rozendaal, F.: De bijdragen van M. E. G. Bartels (1871–1936) en zijn zoons Max jr. (1902–1943), Ernst (1904–1976) en Hans (geboren 1906) tot de kennis van de Avifauna van de Indische Archipel: een historisch-ornithologïsche studie naar de verrichtingen van een familie van natuuronderzoekers in Nederlandsch-Indië en Indonesië, 1981
- Rozendaal, F.: De bijdragen van Andries Hoogerwerf (1906-1977) tot de kennis van de avifauna van de Indische Archipel : een historisch-ornithologische studie naar de verrichtingen van een natuuronderzoeker in Nederlandsch-Indië en Indonesië, Biohistorisch Instituut, 1981
- Rozendaal, F. G. (1984): Notes on macroglossine bats from Sulawesi and the Moluccas, Indonesia, with the description of a new species of Syconycteris Matschie, 1899 from Halmahera (Mammalia: Megachiroptera). Zoologische Mededelingen 58 (13):187-212
- Rozendaal, F. G. (1987): Description of a new species of Bush Warbler of the genus Cettia Bonaparte, 1834 (Aves: Sylviidae) from Yamdena, Tanimbar Islands, Indonesia. Zool. Med. 61: 177-202.
- Sangster, G. and F. Rozendaal (2004) Territorial songs and species-level taxonomy of nightjars of the Caprimulgus macrurus complex, with the description of a new species. Zoölogische Verhandelingen (Leiden) Vol. 350 pp. 7–45. PDF